# Klaas Jaspers van den Akker
Klaas Jaspers van den Akker (Wier, 1 maart 1864 – Berlikum, 22 oktober 1943)  was een Nederlandse boer in de Friese plaats Berlikum. Hij was ook actief als schrijver, dichter en bestuurslid en staat bekend als de pionier van het landbouwhuishoudonderwijs in Friesland.

## Levensloop
Van den Akker werd geboren als de zoon van Jasper Leenderts van den Akker (1827–1896) en Grietje Klazes Schat (1831–1905). Zijn vader was eigenaar van een middelgrote boerderij in Wier.
Na zijn opleiding moest hij de keuze maken tussen het onderwijs ingaan of te gaan werken op de boerderij van zijn vader. Het lesgeven, wat onderdeel was van het laatste jaar van zijn opleiding, beviel hem niet. Ook het werken in een klein lokaal met kinderen stond hem niet aan, waardoor hij in 1879 begon met werken bij zijn vader. De landbouwcrisis van 1878 tot 1895 had een grote impact op deze periode.
Op 12 mei 1887 trouwde hij met onderwijzeres Grietje Dijkstra (1764–1960), samen kregen ze twee dochters. In 1892 verhuisde hij naar Berlikum waar hij tot 1915 een boerenbedrijf runde.

### Bestuursfuncties
Hij was lang actief als bestuurslid voor de Friese Maatschappij van Landbouw (FMvL). Van 1901 tot 1931 had Van den Akker zitting in het afdelingsbestuur van Menaldumadeel, waarvan de grootste tijd als secretaris. Van 1909 tot 1922 was hij hoofdbestuurslid van de FMvL.
Daarnaast zat hij van 1890 tot 1931 in verschillende commissies van de gemeente Menaldumadeel en van 1917 tot 1934 in de commissie van toezicht van de Rijkslandbouwwinterschool in Leeuwarden. Van 1912 tot aan zijn overlijden in 1943 was hij of lid of voorzitter van de Commissie voor het landbouwhuishoudonderwijs der Friesche Maatschappij van Landbouw en van het daaruit voortgekomen bestuur der Vereniging van Landbouwhuishoudonderwijs. Tijdens de Eerste Wereldoorlog was hij onder ander verantwoordelijk voor de lokale uitvoering van de Scheurwet, rijksboterinzameling, hooivordering en graanlevering.
Van den Akker was medeoprichter van de waterschappen De Berlikumerpolder en De Vereeniging, werkte mee aan de classificatie van waterschappen in Friesland en was enkele jaren dijksgedeputeerde bij het Zeewerend Waterschap der Vijfdeelen Zeedijken Binnendijks. Ook was hij bestuurslid van de Friese Waterschapsbond.
Hij was tevens voorzitter van de commissie van toezicht op de voormalige proeftuin in Berlikum en voorzitter van het dorpsbelang aldaar.

### Boeken en verdere levensloop
In 1934 en 1940 bracht hij het tweedelige Van de Mond der oude Middelzee uit, met schetsen uit het oude leven op het land en uit het boerenbedrijf. De boekenreeks werd meerdere malen herdrukt en geldt als een standaardwerk over het oude boerenleven in Friesland.
Hij was sinds 1922 lid van verdienste van de Friese Maatschappij van Landbouw. In 1937 werd hij benoemd tot Ridder in de Orde van Oranje-Nassau. De schilder en tekenaar Ids Wiersma, waarmee Van den Akker een vriendschappelijke band had, bood hem tevens een portret aan.
Hij stierf op 22 oktober 1943 op de leeftijd van 79 jaar. Enkele dagen later, op 27 oktober, werd hij begraven in zijn geboorteplaats Wier.
In Berlikum is een straat naar hem vernoemd. De verdwenen lagere landbouwschool in Beetgumermolen was tevens vernoemd naar Van den Akker.